# 尚博雷
尚博雷（法語：Chamboret，法語發音：[ʃɑ̃bɔʁɛ]）是法国上法蘭西大區上维埃纳省的一个市镇，属于贝拉克区。

## 地理
尚博雷（46°0'19"N, 1°8'8"E）面积21.59 平方千米，位于法国新阿基坦大区上维埃纳省，该省份为法国中西部省份，北起顺时针与安德尔省、克勒兹省、科雷兹省、多爾多涅省、夏朗德省和维埃纳省接壤。
与尚博雷接壤的市镇（或旧市镇、城区）包括：沃尔里、佩里亚克、贝尔讷伊、布勒约法、锡约、楠蒂亚。

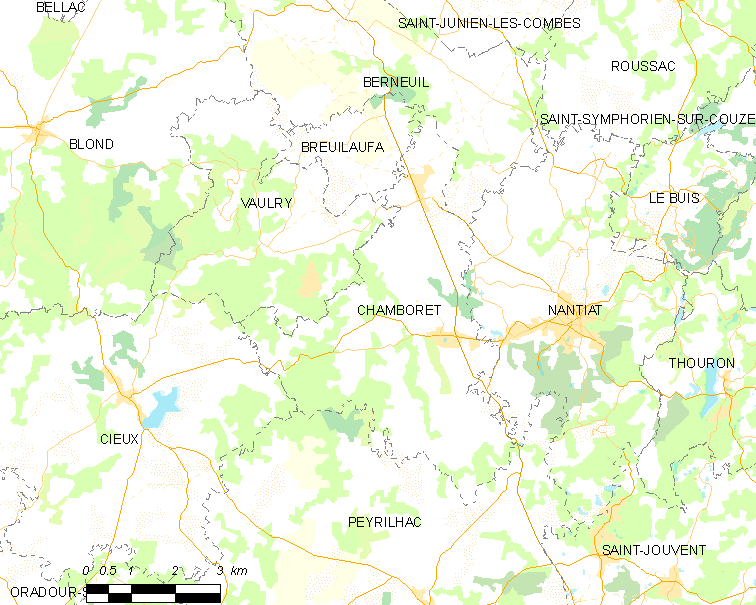
尚博雷的OSM定位图

尚博雷的时区为UTC+01:00、UTC+02:00（夏令时）。

## 行政
尚博雷的邮政编码为87140，INSEE市镇编码为87033。

## 政治
尚博雷所属的省级选区为贝拉克县。

## 人口

1962-2008年间尚博雷人口变化图示

尚博雷于2022年1月1日时的人口数量为788人。